# Юніверсіті (Міссісіпі)
Юніверсіті (англ. University) — переписна місцевість (CDP) в США, в окрузі Лафаєтт штату Міссісіпі. Населення — 4696 осіб (2020).

## Географія
Юніверсіті розташоване за координатами 34°21′54″ пн. ш. 89°32′18″ зх. д. / 34.36500° пн. ш. 89.53833° зх. д. (34.365038, -89.538397).  За даними Бюро перепису населення США в 2010 році переписна місцевість мала площу 1,85 км², уся площа — суходіл.

## Демографія
Згідно з переписом 2010 року, у переписній місцевості мешкали 4202 особи в 35 домогосподарствах у складі 13 родин. Густота населення становила 2271 особа/км². Було 81 помешкання (44/км²).
Расовий склад населення:
| - 79,2 % — білих - 15,2 % — чорних або афроамериканців - 3,5 % — азіатів - 0,3 % — корінних американців |

До двох чи більше рас належало 1,2 %. Частка іспаномовних становила 2,6 % від усіх жителів.
За віковим діапазоном населення розподілялося таким чином: 0,7 % — особи молодші 18 років, 99,3 % — особи у віці 18—64 років, 0,0 % — особи у віці 65 років та старші. Медіана віку мешканця становила 19,7 року. На 100 осіб жіночої статі у переписній місцевості припадало 74,0 чоловіків;  на 100 жінок у віці від 18 років та старших — 73,7 чоловіків також старших 18 років.
За межею бідності перебувало 92,0 % осіб, у тому числі 100,0 % дітей у віці до 18 років та 0,0 % осіб у віці 65 років та старших.
Цивільне працевлаштоване населення становило 711 осіб. Основні галузі зайнятості: освіта, охорона здоров'я та соціальна допомога — 60,3 %, мистецтво, розваги та відпочинок — 18,6 %, роздрібна торгівля — 7,6 %, науковці, спеціалісти, менеджери — 3,1 %.